# Ramón Mendoza
Ramón Mendoza Fontela (ur. 18 kwietnia 1927 w Madrycie, zm. 4 kwietnia 2001 w Nassau) – hiszpański prawnik i przedsiębiorca, który w latach 1985–1995 sprawował funkcję prezesa Realu Madryt.
Za jego kadencji piłkarze Madrytu zdobyli sześć mistrzostw Hiszpanii (w tym pięć z rzędu), dwa puchary kraju, trzy Superpuchary Hiszpanii i jeden Puchar UEFA.
W 1995 został zmuszony do ujawnienia długów, w jakie popadł klub (zadłużenie przekroczyło wówczas 14 miliardów peset) i odejścia ze stanowiska.